# Litz
Litz est une commune française située dans le département de l'Oise en région Hauts-de-France.

## Géographie

### Localisation

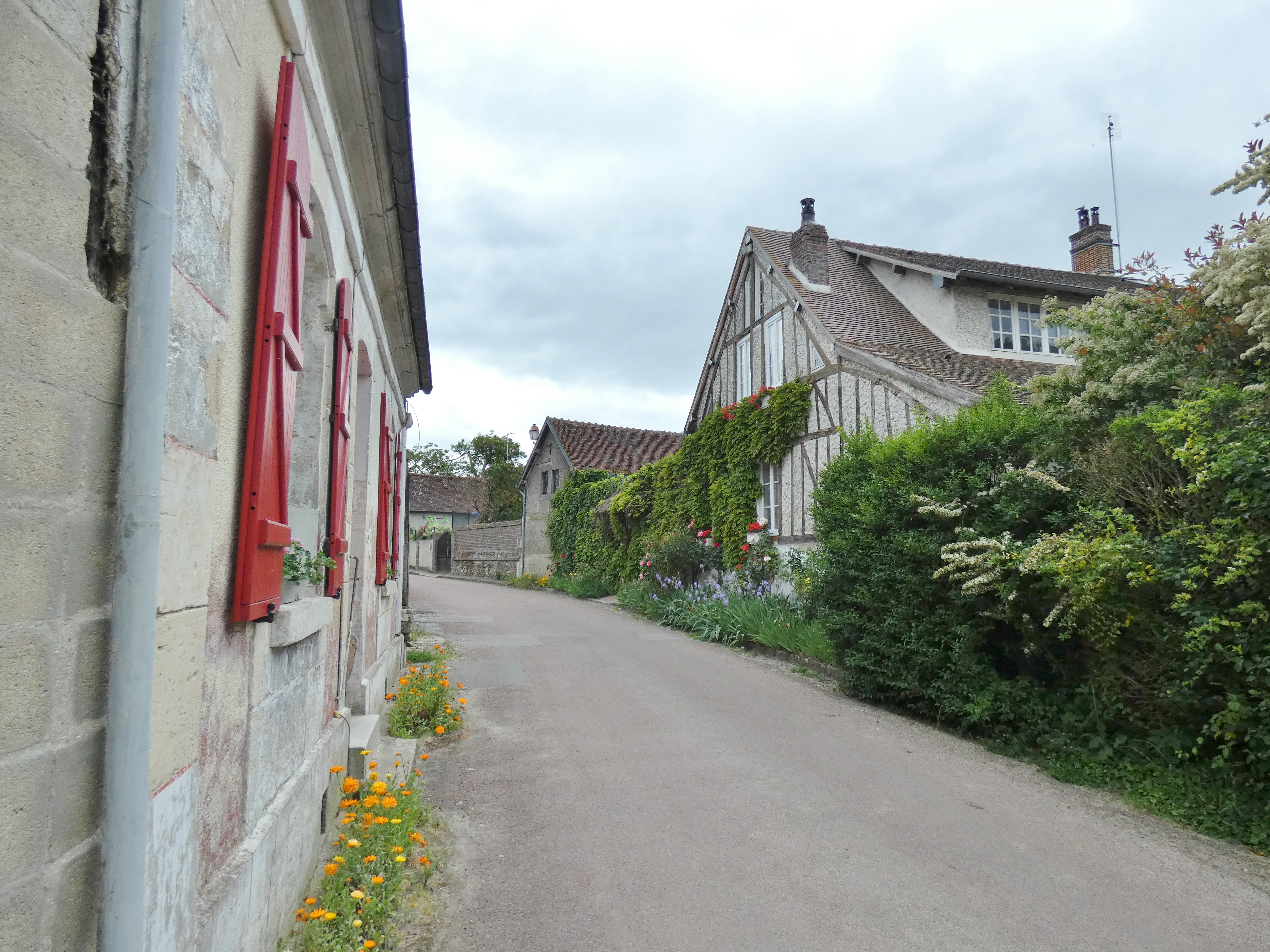
La rue du Pont de Bacqueville.

Le village de Litz est situé à 62 km au nord de Paris, 18 km à l'est de Beauvais, 36 km à l'ouest de Compiègne et 53 km au sud d'Amiens. Il est proche de la vallée de la Brêche, la forêt de Hez-Froidmont
La méridienne verte traverse le territoire, à 500 mètres à l'est du clocher de l'église paroissiale.
La commune se trouve dans la zone d'emploi de Beauvais et dans le bassin de vie de Bresles.

### Communes limitrophes
Les communes limitrophes sont  Bulles, La Neuville-en-Hez, La Rue-Saint-Pierre, Rémérangles et Étouy.
| Rémérangles         | Bulles             |                                             |
|                     | Litz               | Étouy                                       |
| La Rue-Saint-Pierre | La Neuville-en-Hez | Forêt de Hez-Froidmont (La Neuville-en-Hez) |

### Géologie et relief
La commune se situe entre 66 m et 109 mètres au-dessus du niveau de la mer pour une altitude moyenne de 88 m. La mairie du village se trouve à 79 m. Le point le plus bas de la commune se trouve dans les marais de Litz et le site le plus élevé se localise aux limites avec les communes de Rémérangles et de Bulles. Le chef-lieu de Litz se trouve aux environs de 80 m alors que la hameau de Wariville, au nord, se trouve à 93 mètres d'altitude.
Le territoire s'étend principalement sur le plateau à l'ouest de la vallée de la Brêche, il est sablonneux au sud. Le chef-lieu est disposé sur la déclivité entre la chaussée Brunehaut jusqu'au bord de cette rivière. La craie descend jusqu'aux abord de Litz. Partout où l'on approche du sable qui recouvre, dans la région sud, le calcaire crayeux, le sol est plus ou moins imprégné de cette substance. Les terres sont légères et sans corps. Les silex sont rares, d'un petit volume, et mêlé de quelques galets. Telles sont les parties basses de la plaine vers le chef-lieu. Le sable s'étend dans la plaine entre le village et La Neuville-en-Hez. On remarque des dépôts d'argile fine près de Wariville. Des alluvions modernes tapissent le fond de la vallée de la Brêche.
En 1838, Louis Graves indiquait « Le territoire s'étend principalement sur le plateau à l'ouest de la vallée; il est sablonneux vers le midi. Le ohef-lieu est disposé sur la déclivité, depuis la voie romaine qui vient de Beauvais jusqu'au bord de la rivière; il comprend, outre la rue bâtie sur la chaussée, quatre autres rues se Ctoisetiht à angle droit ».

### Hydrographie

#### Réseau hydrographique

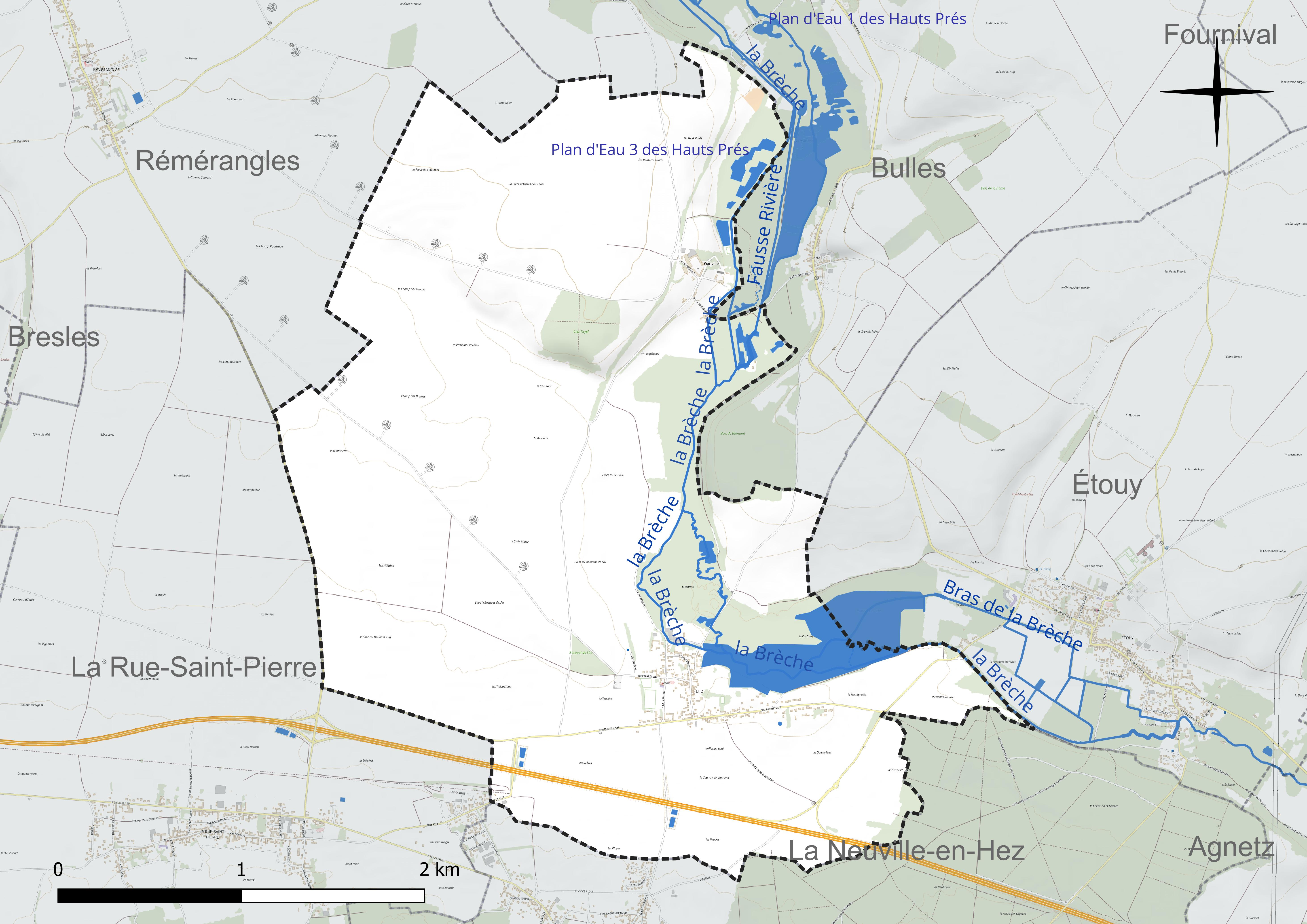
Réseau hydrographique de Litz.

La commune est située dans le bassin Seine-Normandie.
Elle est drainée par la Brèche et divers bras de la Brèche,,.
Le seul cours d'eau traversant la commune est la Brêche, sous-affluent de la Seine, rivière prenant sa source à Reuil-sur-Brêche et se jetant dans l'Oise à Villers-Saint-Paul. Arrivant sur le territoire depuis le nord-est, celle-ci se divise en deux bras au niveau du hameau de Wariville. Avant le bois de Blémont (commune de Bulles), ces deux bras se rejoignent. La rivière passe ensuite au nord du village où elle fait un tournant vers l'est, en direction d'Étouy.
Avant de quitter la commune, elle traverse les marais de Litz où elle se divise également en plusieurs bras, principal et secondaire qui se réuniront à Étouy. Plusieurs étangs sont présents sur les rives de ce cours d'eau. Sur la rive droite ceux-ci sont localisés au nord-est de Wariville alors que leur présence est plus importante sur la rive gauche (au sud-est de Wariville où se jette la « fausse rivière » et au lieu-dit « le Marais »). Les zones les moins élevés du territoire sont situées au-dessus de plusieurs nappes phréatiques sous-afflurentes.
Un plan d'eau complète le réseau hydrographique : le plan d'eau 3 des Hauts Prés (1,6 ha),.

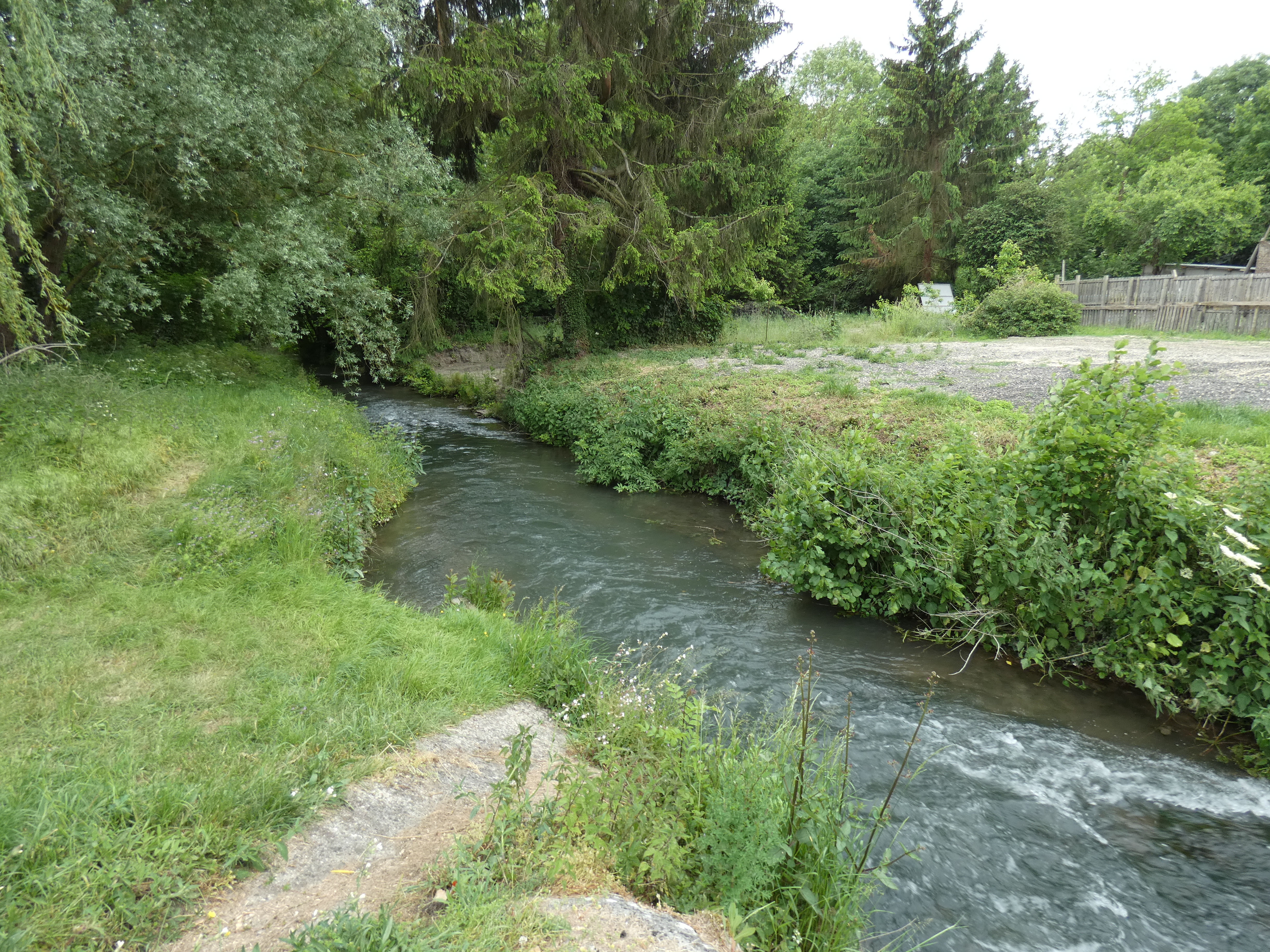
La Brêche depuis le pont Bacqueville
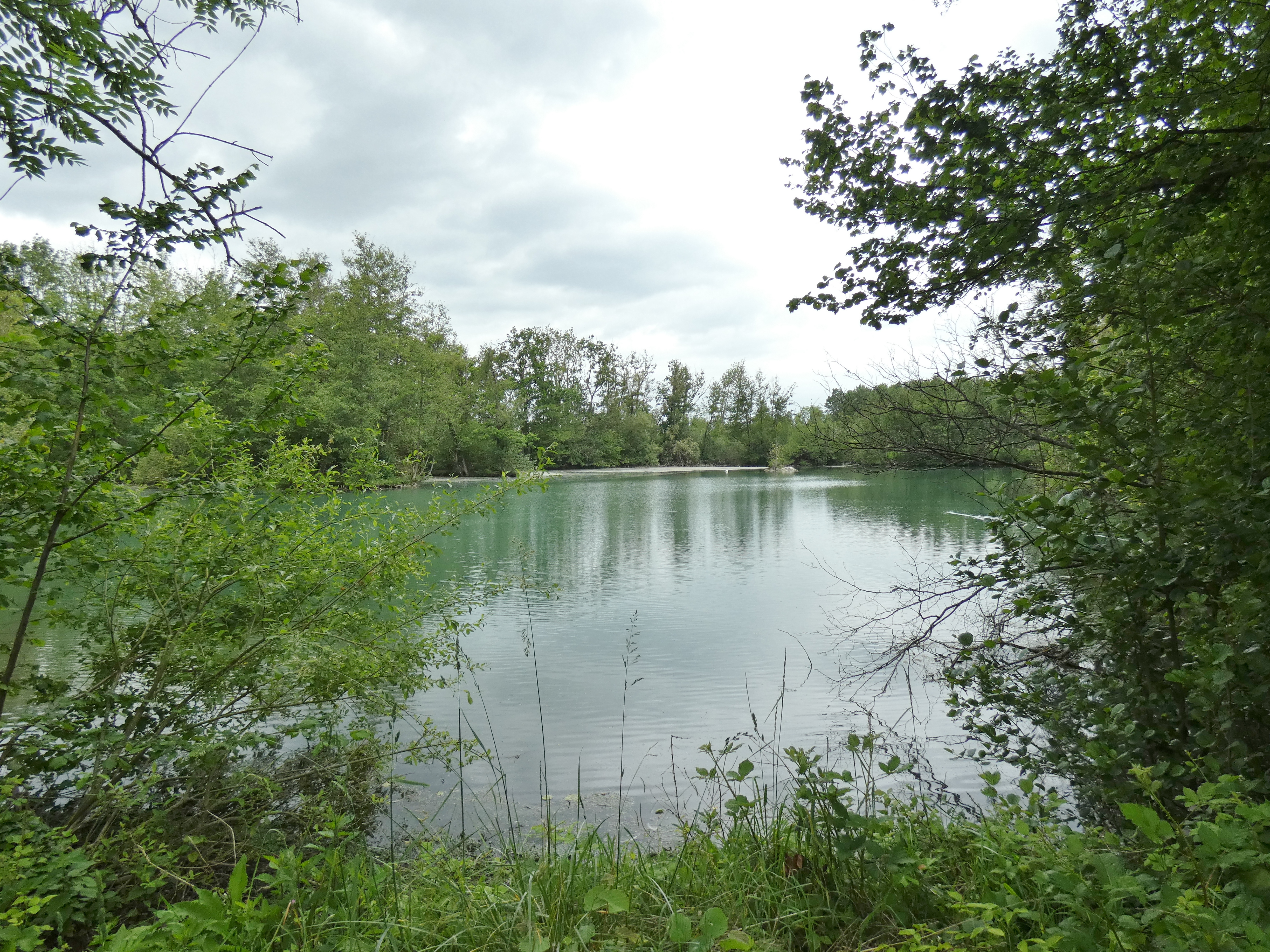
Etang de pêche
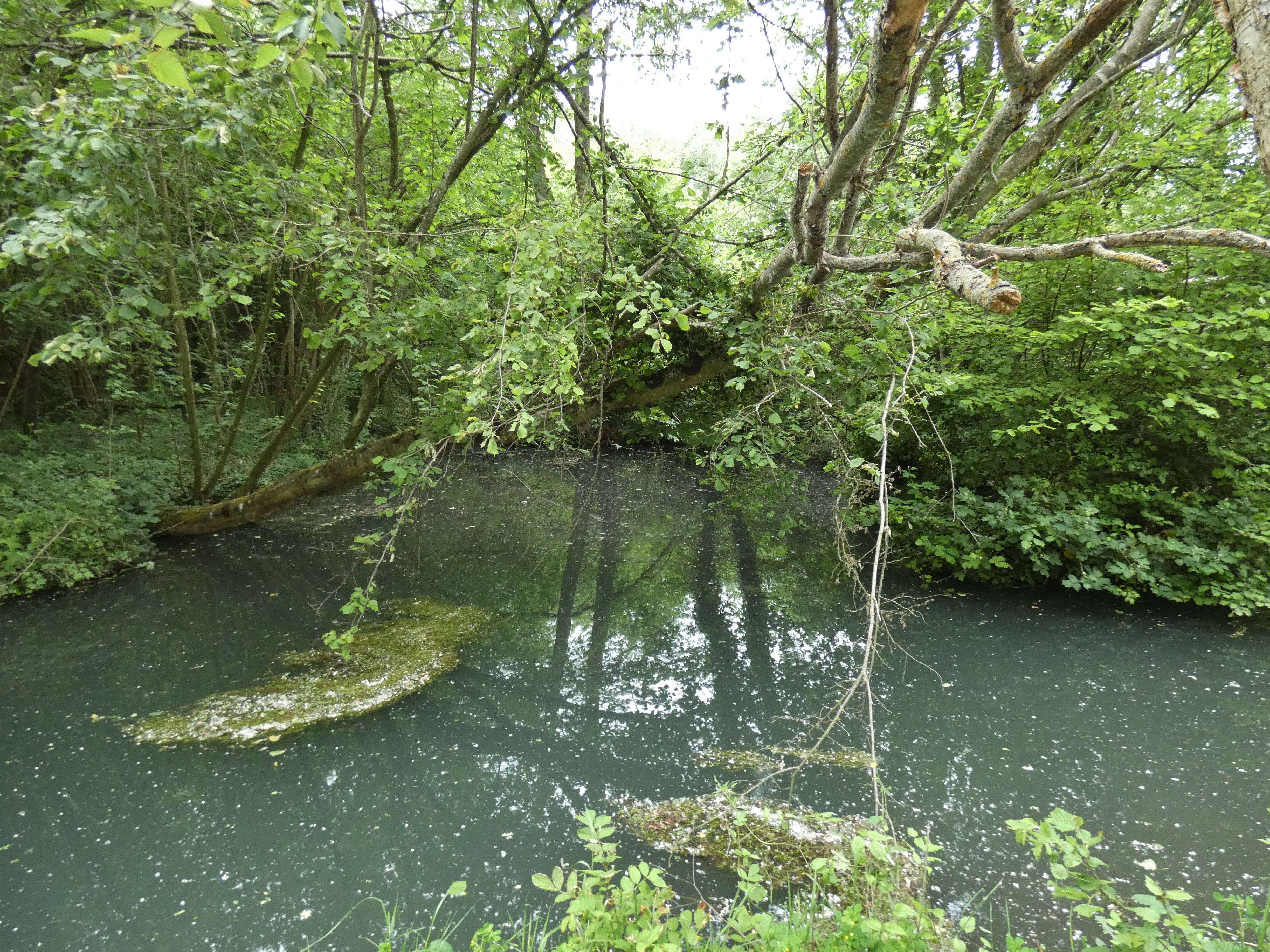
Marais de la Brêche

#### Gestion et qualité des eaux
Le territoire communal est couvert par le schéma d'aménagement et de gestion des eaux (SAGE) « Sensée ». Ce document de planification concerne un territoire de 492 km2 de superficie, délimité par le bassin versant de la Brêche. Le périmètre a été arrêté le 9 février 2017 et le SAGE proprement dit a été approuvé le 25 novembre 2021. La structure porteuse de l'élaboration et de la mise en œuvre est le syndicat mixte du Bassin Versant de la Brèche (SMBVB).
La qualité des cours d'eau peut être consultée sur un site dédié géré par les agences de l'eau et l'Agence française pour la biodiversité.

### Climat
Pour des articles plus généraux, voir Climat des Hauts-de-France et Climat de l'Oise.
En 2010, le climat de la commune est de type climat océanique dégradé des plaines du Centre et du Nord, selon une étude du CNRS s'appuyant sur une série de données couvrant la période 1971-2000. En 2020, Météo-France publie une typologie des climats de la France métropolitaine dans laquelle la commune est exposée à un climat océanique et est dans la région climatique Nord-est du bassin Parisien, caractérisée par un ensoleillement médiocre, une pluviométrie moyenne régulièrement répartie au cours de l'année et un hiver froid (3 °C).
Pour la période 1971-2000, la température annuelle moyenne est de 10,8 °C, avec une amplitude thermique annuelle de 14,4 °C. Le cumul annuel moyen de précipitations est de 668 mm, avec 10,6 jours de précipitations en janvier et 8 jours en juillet. Pour la période 1991-2020, la température moyenne annuelle observée sur la station météorologique la plus proche, située sur la commune de Tillé à 17 km à vol d'oiseau, est de 11,0 °C et le cumul annuel moyen de précipitations est de 655,5 mm,. Pour l'avenir, les paramètres climatiques de la commune estimés pour 2050 selon différents scénarios d'émission de gaz à effet de serre sont consultables sur un site dédié publié par Météo-France en novembre 2022.

### Milieux naturels
La partie nord-ouest de forêt de Hez-Froidmont se situe à proximité immédiate de la commune. Les bois périphériques à la forêt de Hez-Froidmont ainsi que les bords de la Brêche faisant partie du réseau salmonicole du plateau picard sont inscrits en zone zone naturelle d'intérêt écologique, faunistique et floristique de type 1,. La vallée de la Brêche constitue un corridor écologique potentiel. Les marais de Litz forment un biocorridor de grande faune, notamment pour les sangliers et les chevreuils.

## Urbanisme

### Typologie
Au 1er janvier 2024, Litz est catégorisée commune rurale à habitat dispersé, selon la nouvelle grille communale de densité à sept niveaux définie par l'Insee en 2022.
Elle est située hors unité urbaine et hors attraction des villes,.

### Occupation des sols

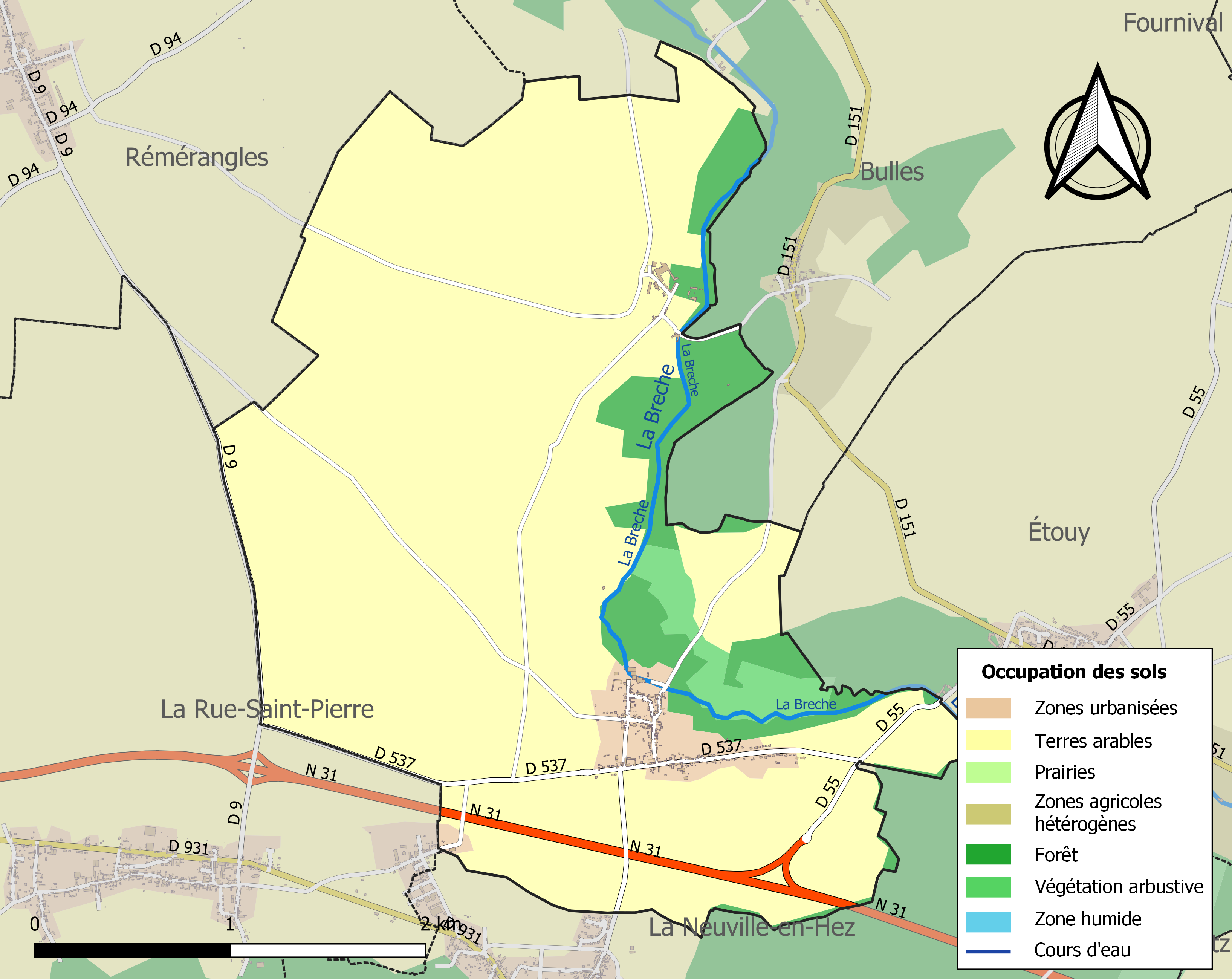
Carte de l'occupation des sols de la commune en 2018 (CLC).

L'occupation des sols de la commune, telle qu'elle ressort de la base de données européenne d'occupation biophysique des sols Corine Land Cover (CLC), est marquée par l'importance des territoires agricoles (84,9 % en 2018), en diminution par rapport à 1990 (88,1 %).
La répartition détaillée en 2018 est la suivante : 
terres arables (84,9 %), forêts (9,1 %), zones urbanisées (3,3 %), milieux à végétation arbustive et/ou herbacée (2,6 %).
L'IGN met par ailleurs à disposition un outil en ligne permettant de comparer l'évolution dans le temps de l'occupation des sols de la commune (ou de territoires à des échelles différentes). Plusieurs époques sont accessibles sous forme de cartes ou photos aériennes : la carte de Cassini (XVIIIe siècle), la carte d'état-major (1820-1866) et la période actuelle (1950 à aujourd'hui).

### Morphologie urbaine
Le village a été bâti sur la rive gauche de la Brêche, entre cette rivière et la chaussée Brunehaut. En 1890, il comprenait 66 maisons groupées dans la rue de la chaussée Brunehaut et dans cinq rues plus rapprochées de l'église paroissiale : les rues de Lormel-Voisin, du Pont-de-Bacqueville, du Grimpet, de l'Église et de Wariville. Aujourd'hui, il a été agrandi par la rue du Moulin.
Le hameau de Wariville était un hameau de six maisons à la fin du XIXe siècle, sur la rive gauche de la Brêche.

### Hameaux et lieux-dits
L'habitat est essentiellement concentré dans le chef-lieu, Litz, au sud du territoire. Le seul hameau de la commune est celui de Wariville, au nord-est, autrefois fief d'un prieuré de bénédictines.

### Habitat et logement
En 2021, le nombre total de logements dans la commune était de 160, alors qu'il était de 157 en 2016 et de 156 en 2011.
Parmi ces logements, 89,4 % étaient des résidences principales, 5,6 % des résidences secondaires et 5 % des logements vacants. Ces logements étaient pour 96,9 % d'entre eux des maisons individuelles et pour 2,5 % des appartements.
Le tableau ci-dessous présente la typologie des logements à Litz en 2021 en comparaison avec celle de l'Oise et de la France entière. Une caractéristique marquante du parc de logements est ainsi une proportion de résidences secondaires et logements occasionnels (5,6 %) supérieure à celle du département (2,4 %) mais inférieure à celle de la France entière (9,7 %).
| Typologie                                               | Litz | Oise | France entière |
| ------------------------------------------------------- | ---- | ---- | -------------- |
| Résidences principales (en %)                           | 89,4 | 90,5 | 82,2           |
| Résidences secondaires et logements occasionnels (en %) | 5,6  | 2,4  | 9,7            |
| Logements vacants (en %)                                | 5    | 7    | 8,1            |

### Voies de communications et transports

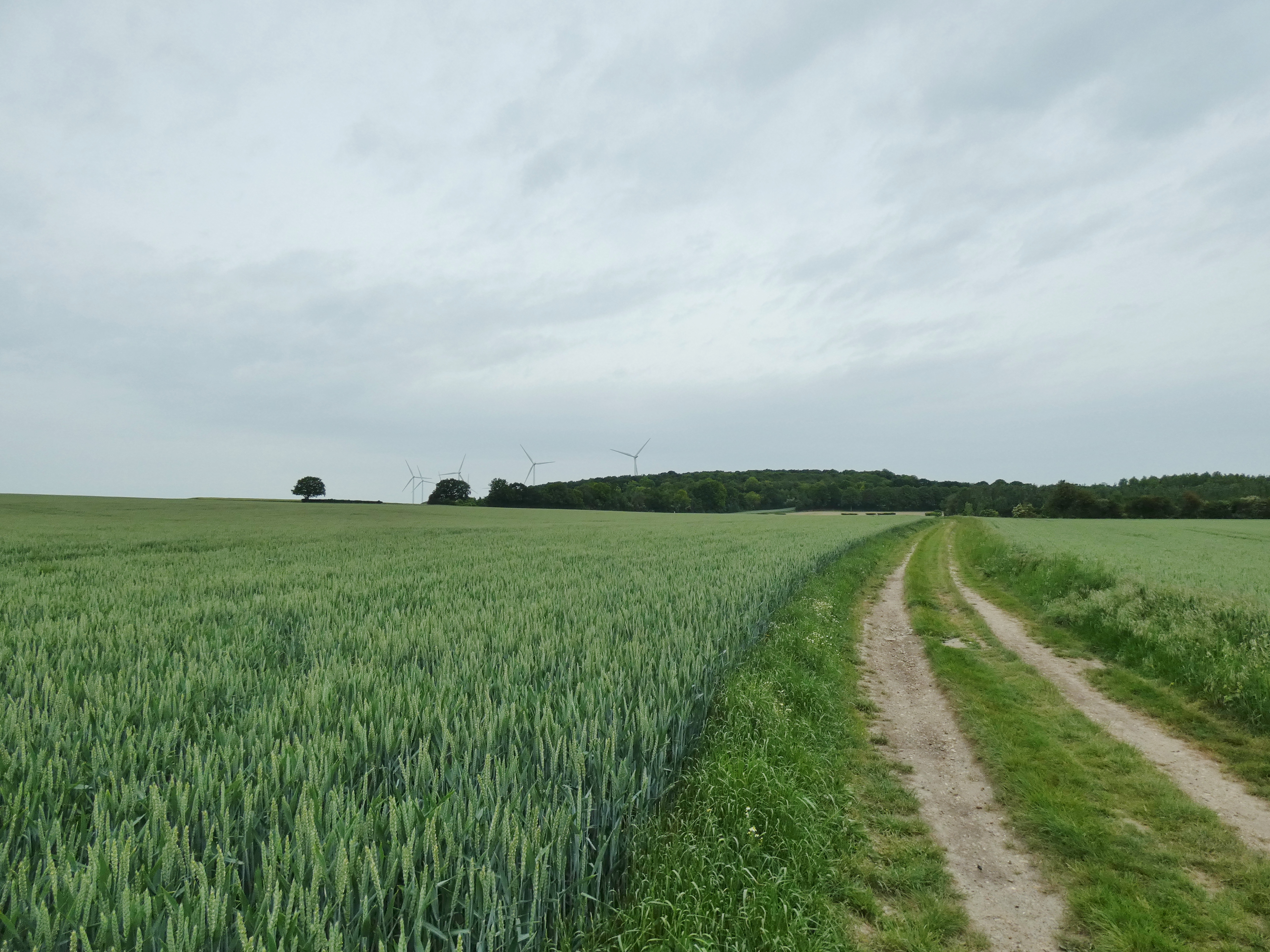
Le GR 124 au lieu-dit "La Pièce de Wariville".

Le principal axe routier traversant le territoire est la route nationale 31, route de Rouen à Reims passant par Beauvais et Compiègne. Aujourd'hui remplacé par une voie express, l'ancien itinéraire passait par La Neuville-en-Hez. Un demi-échangeur dans le sens Clermont-Beauvais permet de la quitter ou de la rejoindre.
Dans le sens Beauvais-Clermont, la commune est accessible par les RD 9 et RD 537. La commune est reliée par deux routes départementales. La route départementale 537 (D 537), reliant la route départementale 9 (commune de La Rue-Saint-Pierre) à la route départementale 55 est le seul axe de ce type traversant le village. Son itinéraire suit l'ancienne Chaussée Brunehaut, dont le nom de rue reste identique lors de sa traversée du chef-lieu.
La route départementale 55 (RD 55), reliant Saint-Just-en-Chaussée à Thury-sous-Clermont arrive d'Etouy, rencontre la RD 537 puis rejoint la route nationale 31. Avant la construction de cette voie express, elle accédait au village de La Neuville-en-Hez. Plusieurs routes communales partent du chef-lieu de Litz pour rejoindre les communes alentour : la rue du Pont Bacqueville rejoint la RD 151 menant à Bulles. La rue de Wariville se sépare en deux puis rejoint d'un côté le hameau du même nom ou bien le village de Rémérangles. Deux autres routes communales rejoignent La Neuville-en-Hez et La Rue-Saint-Pierre depuis la RD 537. Depuis le hameau de Wariville, une route communale rejoint le hameau de Lorteil ou bien Rémérangles. L'ancien chemin de Wariville reliait directement le hameau à Bulles.
La station de chemin de fer la plus proche est la gare de Clermont-de-l'Oise à 8 km à l'ouest, desservie par des trains TER Hauts-de-France, assurant les lignes : K10 et C10 (Paris-Nord – Amiens) ; C11 (Paris-Nord – Saint-Just-en-Chaussée) ; P10 (Amiens – Creil).
La commune est desservie, en 2023, par des lignes scolaires et le service de transport à la demande Corolis à la demande - Zone Est du réseau Corolis ainsi que par les lignes 606, 623 et 6111 réseau interurbain de l'Oise.
La commune de Litz est traversée par le sentier de grande randonnée 124, reliant Cires-lès-Mello (Oise) à Rebreuviette (Pas-de-Calais). Arrivant sur le territoire communal par la forêt de Hez-Froidmont, il passe par le chef-lieu de Litz en empruntant la chaussée Brunehaut, la rue de l'Ormel voisin, la rue de l'église puis quitte le village par la rue du Moulin. Son tracé traverse ensuite le hameau de Wariville (rue Notre-Dame) puis quitte la commune par le chemin de Wariville en rejoignant Bulles.

### Énergie
La Compagnie du vent a implanté en 2009 le parc éolien de Litz-Rémérangles, copnstitué de 14 aérogénérateurs, dont 4 à Litz, et qui était alors l'équipement le plus important de l'Oise

### Risques naturels et technologiques
La commune se situe en zone de sismicité 1, très faiblement exposée aux séismes.

## Toponymie
Le nom de la localité est attesté sous les formes Liz en 1115 ; Lis en 1145 et 1186 ; Liz en 1197 ; Lits[Quand ?] puis Lisse[Quand ?] ; puis Litz[Quand ?], que l'on prononce « Litz »,.
Le hameau de Wariville s'est appelé dans les chartes Waherivilla en 1174 ; Gaharivilla et Warevilla en 1189 ; Waravilla en 1190 ; Wareville en 1202 ; Warville en 1204 ; Gaherivilla en 1212 ; Warivilla en 1224 ; Garivilla en 1232 ; Guarevilla en 1237 ; Gariville, Garinville, Wahériville, Warinville, ainsi que de Variville[Quand ?].

## Histoire

### Moyen Âge
Le village a été en partie construit au bord de la chaussée Brunehaut, ancienne voie romaine entre Beauvais et Saint-Martin-Longueau. Il aurait été fortifié au XIe siècle par le comte de Clermont pour se protéger des Normands.
Le village, situé sur un chemin très fréquenté, est sans doute doté d'un château-fort dès le milieu du Xe siècle, afin de résister aux incursions des Normands. Le château de Litz est au XIIe siècle aux mains du comte de Clermont, mais le chapitre de la cathédrale Saint-Pierre de Beauvais, qui posséde alors une partie de la commune, souffre du voisinage de cette forteresse. Il s'adresse au roi qui fait raser, en 1162, le château du comte Raoul et défend de le reconstruire. Le comte promet de ne plus nuire au village ni à ses dépendances, et, en 1191, étant sur son lit de mort, à Saint-Jean-d'Acre, il ordonne de restituer au chapitre le bois de Litz, dont ses ancêtres s'étaient emparés.
Outre le château et le domaine du chapitre, on compte encore à Litz plusieurs fiefs. Ce sont sans doute les possesseurs de l'un de ces fiefs qui ajoutèrent à leur nom, au XIIe siècle, le nom de Litz. On peut citer parmi eux, Ansculf de Litz en 1145, Hugues de Litz en 1197, Pierre de Litz en 1235. En 1373, trois fiefs relevant du comté de Clermont, appartenaient à Simon du Sart, Tristan de Soisy, écuyer, et Quartier de Nédonchel.
Le fief de Simon du Sart, après avoir appartenu à Jean de Blargies et à Jeanne de Bordeaux, sa sœur, fut partagé en 1490, entre Simonne, Jeanne et Étiennette d'Isques. Thomas de Vignacourt, par son mariage avec Simonne, devint en 1490 seigneur de la terre de Litz. Le hameau de Wariville possédait un monastère, fondé en 1134 par la comtesse de Clermont, dépendant de l'abbaye de Fontevrault ; il fut pillé pendant les guerres de Religion et incendié au XVIIe siècle.

### Temps modernes
Le fils aîné de Thomas de Vignacourt lui succéde en tant que possesseur de ce fief, après lui, Jean réunit les terres de La Rue-Saint-Pierre, qui passent, en 1558, à son oncle David, prête. Celui-ci légue en 1566 le domaine de Litz à son cousin Jean de Vignacourt, chevalier des ordres du roi, qui le lègue lui-même à son frère, Adrien de Vignacourt.
Lors des Guerres de Religion, le 22 août 1589, les ligueurs, sous la conduite de Heaulme, pillent le village et le manoir des Vignacourt. Une nouvelle incursion du même capitaine le 22 mai 1590, lui est moins heureuse : Il est repoussé par les troupes royales après avoir perdu beaucoup des siens.
Les Protestants dévastent et pillent en 1565 le prieuré de Wariville. En 1590, il l'est à nouveau par les ligueurs de Beauvais.
Adrien de Vignacourt achète en 1608 la terre d'Étouy et, depuis lors, les trois seigneuries d'Étouy, de Litz et de La Rue-Saint-Pierre sont réunies,.

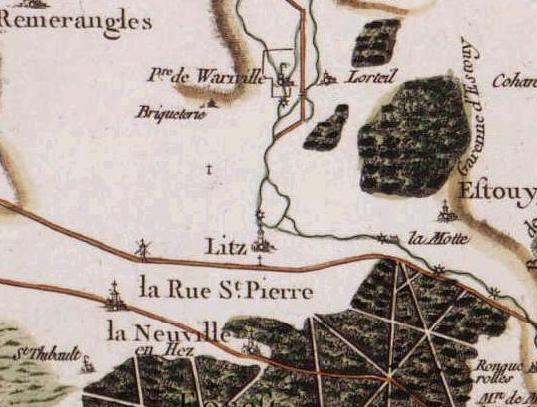
Litz, carte de Cassini (XVIIIe siècle).

En 1732, les terres de Litz, La Rue-Saint-Pierre et Étouy furent unies au duché de Fitz-James, dont elles faisaient encore partie en 1789. En 1750, le terroir de Litz contenait 1172 arpents, répartis en 828 arpents de terres en valeur, 122 de terres incultes, 80 de prés, 29 de maisons et jardins, 39 de chemins et rivières et 72 de marais en communes (ces biens communaux ont été partagés en 1794). Une épidémie très meurtrière de suette militaire sévit à Litz en 1738, le choléra y fit périr six personnes en 1832.
Le chapitre de Beauvais voulait faire défense aux propriétaires de la terre de Litz de qualifier autrement que « seigneur de Litz en partie ». Il prétendait avoir droit de justice et seigneurie sur la plus grande partie du village, terroir et prairie, être seul seigneur de l'église, de l'ancien presbytère et du cimetière, avoir le patronage de la cure et les dîmes de la paroisse. Un arrêt du parlement repoussa ces prétentions et permit au seigneur de se qualifier seigneur de Litz, le maintint aux droits honorifiques de l'église, avec la justice dans l'étendue de son fief. Le chapitre ne dut plus se dire que seigneur d'un fief au village. Il n'y tenait du reste ni manoir, ni ferme principale. Les droits de dîmes à 7 du 100 et de champart à 11 du 100, appartenant au chapitre, étaient affermées 1000 livres en 1753. La collation était au chapitre de Beauvais.

### Révolution française et Empire
En 1789, les habitants dans leurs cahiers de doléances réclamèrent : la suppression des aides, l'établissement d'un impôt unique supporté également par les trois ordres, la suppression des droits de banalité, des dîmes autres que celles des quatre fiefs principaux, la suppression des abbayes et l'emploi de leurs revenus à la dotation des curés et vicaires, la suppression de la milice et des droits féodaux, l'établissement de barrières de péage sur les routes, l'interdiction de la chasse dans les grains. Les députés de la paroisse à l'assemblée du bailliage de Clermont furent Nicolas Douche et Louis-Antoine Legay.

### Époque contemporaine
En 1839, la commune possède une école, une argilière et trois hectares de terres à l'état de friche. On y trouve une tuilerie et deux moulins à eau. Une partie de la population vit du bucheronnage dans la forêt de Hez et de la coûture de gants.
En 1890, la population de la commune était surtout agricole. Une fabrique de bondes et faussets et une scierie mécanique de bois à Litz, une fabrique de cartons à Wariville, annexe de celle d'Étouy, constituaient les industries présentes. La population du chef-lieu était de 224 habitants, celle de Wariville de 26 habitants et celle des maisons des gardes barrières comprenait 28 habitants.
L'ouverture de la ligne La Rue-Saint-Pierre - St-Just-en-Chaussée en 1876 permit à la commune d'être desservie par deux haltes de chemin de fer, situées à Litz (au PK 15,6) et au hameau de Wariville (PK 13,2). La ligne est desservie par des navettes reliant les gares de Saint-Just-en-Chaussée et de La Rue-Saint-Pierre - La Neuville-en-Hez, au nombre de cinq par jour et par sens jusqu'à la Première Guerre mondiale, réduites à deux pendant la guerre, puis trois jusqu'à la fin du service voyageurs. Pour les 17 km du parcours avec ses cinq arrêts intermédiaires, soit un arrêt tous les 2,8 km, les trains mettent environ 35 min en direction de Saint-Just et 30 min en direction de La Rue-Saint-Pierre, soit à une vitesse commerciale d'environ 31 km/h en moyenne.
Lors de la Première Guerre mondiale, un hôpital militaire français fonctionne dans la commune de juin à septembre 1918. Aménagé à la suite de l'avancée allemande, lors de l'opération Michael de fin mars 1918, qui avait amené à fermer les hôpitaux militaires de Dompierre, Tricot, Ressons ou encore Estrées-Saint-Denis, il compte 28 baraquements, 85 tentes, 4 hangars et 3 blocs, soit 1025 lits auxquels il faut ajouter 700 couchettes d'évacuation, et est doté d'un effectif médical de plus de 300 personnes.
Du 9 au 13 juin, durant la bataille du Matz, il accueille près de 3600 blessés.
Le carré militaire du cimetière, qui compte 52 sépultures, dont celles de nombreux tirailleurs sénégalais, est consacré aux militaires décédés à l'hôpital. Une stèle le rappelle,.
Le trafic voyageurs cessa sur la ligne La Rue-Saint-Pierre - St-Just-en-Chaussée à partir de 1939, entraînant la fermeture des arrêts de Litz et de Wariville. Le 12 novembre 1954, la section située entre les gares de Bulles et de Saint-Just-en-Chaussée fut déclassée. Le tronçon entre La Rue-Saint-Pierre et Bulles servit au trafic de marchandises jusqu'au 27 juillet 1973, date de déclassement de cette dernière portion de ligne

## Politique et administration

### Rattachements administratifs et électoraux

#### Rattachements administratifs
La commune se trouve dans l'arrondissement de Clermont du département de l'Oise.
Elle faisait partie depuis 1801 du canton de Clermont. Dans le cadre du redécoupage cantonal de 2014 en France, cette circonscription administrative territoriale a disparu, et le canton n'est plus qu'une circonscription électorale.

#### Rattachements électoraux
Pour les élections départementales, la commune fait partie depuis 2014 du canton de Mouy.
Pour l'élection des députés, elle fait partie de la septième circonscription de l'Oise.

### Intercommunalité
La commune faisait partie de la communauté de communes Rurales du Beauvaisis (CCRB), créée le 31 décembre 1997.
La loi portant nouvelle organisation territoriale de la République (Loi NOTRe) du 7 août 2015, prévoyant que les établissements publics de coopération intercommunale (EPCI) à fiscalité propre doivent avoir un minimum de 15 000 habitants, le préfet de l'Oise a publié en octobre 2015 un projet de nouveau schéma départemental de coopération intercommunale, qui prévoit la fusion de plusieurs intercommunalités, et en particulier de la communauté d'agglomération du Beauvaisis et de la communauté de communes rurales du Beauvaisis, de manière à créer un nouvel EPCI rassemblant 44 communes pour 93 341 habitants. Malgré les réticences du président de la CCRB, le schéma est entériné,.
La fusion prend effet le 1er janvier 2017, et la commune est désormais membre de la communauté d'agglomération du Beauvaisis (CAB).

### Liste des maires
| Période                                  | Période                        | Identité                    | Étiquette | Qualité                                  |
| ---------------------------------------- | ------------------------------ | --------------------------- | --------- | ---------------------------------------- |
| Les données manquantes sont à compléter. |                                |                             |           |                                          |
| 1789                                     |                                | Nicola Vachette             |           | Syndic                                   |
| février 1790                             | novembre 1791                  | Louis Antoine Legay         |           |                                          |
| novembre 1791                            | décembre 1792                  | Joseph Lefebvre             |           |                                          |
| décembre 1792                            | avril 1793                     | Sébastien Saulnier          |           |                                          |
| avril 1793                               | mai 1793                       | Nicolas Vachette            |           |                                          |
| mai 1793                                 |                                | {Hubert Prevost             |           |                                          |
| An V                                     |                                | Julien Leplainguez          |           | Agent municipal                          |
| An VIII                                  | messidor an XII                | Louis Antoine Leguay        |           |                                          |
| messidor an XII                          | mars 1808                      | Louis Dancourt              |           |                                          |
| mars 1808                                | 1813                           | Nicolas Isore               |           |                                          |
| 1813                                     | septembre 1815                 | Jacques Isore               |           |                                          |
| septembre 1815                           | février 1845                   | Vincent Gautier             |           |                                          |
| février 1845                             | juin 1871                      | Lucien Anty                 |           |                                          |
| juin 1871                                | ictobre 1876                   | Auguste Collier             |           |                                          |
| octobre 1876                             | janvier 1878                   | Louis Salot                 |           |                                          |
| avril 1878                               | janvier 1881                   | Zéphir Hevin                |           |                                          |
| janvier 1881                             | mai 1884                       | Louis François Pollet       |           |                                          |
| mai 1884                                 | décembre 1896                  | Henri Louis Joseph Demarest |           |                                          |
| décembre 1896                            | janvier 1900                   | Antoine Delaherche          |           |                                          |
| janvier 1900                             | août 1901                      | Sosthène Maufroy            |           |                                          |
| août 1901                                | mai 1908                       | Isidore Ternant             |           |                                          |
|                                          | avril 1909                     | Amédée Ballin               |           |                                          |
| avril 1909                               | octobre 1922                   | Théodule Rabardelle         |           |                                          |
| octobre 1922                             | mai 1935                       | Lucien Maufroy              |           |                                          |
| mai 1935                                 | mai 1945                       | Fernand Lenoir              |           |                                          |
| mai 1945                                 | novembre 1948                  | Claude Condurier            |           |                                          |
| novembre 1948                            | décembre 1949                  | Roger Maufroy               |           |                                          |
| décembre 1949                            | mars 1971                      | Fernand Lenoir              |           |                                          |
|                                          |                                |                             |           |                                          |
| mars 2001                                | mars 2008                      | Jean-Pierre Dupetit         | DVD       |                                          |
| mars 2008                                | En cours (au 30 novembre 2023) | Jean-Jacques Degouy         | SE        | Retraité Réélu pour le mandat 2014-2020, |

## Équipements et services publics

### Eau et déchets
L'adduction en eau potable de Litz de La Neuville-en-Hez, ainsi que de La Rue-Saint-Pierre est réalisée depuis un captage réalisé en 1952 dans la commune. En 2022, il est apparu que l'eau présentait un taux élevé de métabolites de chloridazone, un pesticide agricole. L'adjonction d'un filtre à charbon a permis de la rendre conforme aux paramètres de qualité de l'eau potable.
Une station d'épuration des eaux usées est construite par la communauté d'agglomération du Beauvaisis près de la RN 31 pour remplacer en 2024-2027 celle en service depuis plus de cinquante ans, située ruelle des Essarts à La Neuville-en-Hez, et qui est saturée.

## Population et société

### Démographie

#### Évolution démographique
L'évolution du nombre d'habitants est connue à travers les recensements de la population effectués dans la commune depuis 1793. Pour les communes de moins de 10 000 habitants, une enquête de recensement portant sur toute la population est réalisée tous les cinq ans, les populations de référence des années intermédiaires étant quant à elles estimées par interpolation ou extrapolation. Pour la commune, le premier recensement exhaustif entrant dans le cadre du nouveau dispositif a été réalisé en 2004.

En 2022, la commune comptait 370 habitants, en évolution de +4,82 % par rapport à 2016 (Oise : +0,87 %, France hors Mayotte : +2,11 %).
| 1793 | 1800 | 1806 | 1821 | 1831 | 1836 | 1841 | 1846 | 1851 |
| ---- | ---- | ---- | ---- | ---- | ---- | ---- | ---- | ---- |
| 320  | 260  | 308  | 283  | 308  | 313  | 314  | 316  | 308  |

| 1856 | 1861 | 1866 | 1872 | 1876 | 1881 | 1886 | 1891 | 1896 |
| ---- | ---- | ---- | ---- | ---- | ---- | ---- | ---- | ---- |
| 208  | 273  | 280  | 266  | 280  | 278  | 278  | 266  | 280  |

| 1901 | 1906 | 1911 | 1921 | 1926 | 1931 | 1936 | 1946 | 1954 |
| ---- | ---- | ---- | ---- | ---- | ---- | ---- | ---- | ---- |
| 257  | 267  | 277  | 242  | 272  | 279  | 259  | 264  | 265  |

| 1962 | 1968 | 1975 | 1982 | 1990 | 1999 | 2004 | 2006 | 2009 |
| ---- | ---- | ---- | ---- | ---- | ---- | ---- | ---- | ---- |
| 269  | 260  | 272  | 323  | 320  | 325  | 338  | 339  | 344  |

| 2014 | 2019 | 2022 | - | - | - | - | - | - |
| ---- | ---- | ---- | - | - | - | - | - | - |
| 364  | 363  | 370  | - | - | - | - | - | - |

#### Pyramide des âges
La population de la commune est relativement jeune.
En 2018, le taux de personnes d'un âge inférieur à 30 ans s'élève à 35,2 %, soit en dessous de la moyenne départementale (37,3 %). À l'inverse, le taux de personnes d'âge supérieur à 60 ans est de 19,5 % la même année, alors qu'il est de 22,8 % au niveau départemental.
En 2018, la commune comptait 184 hommes pour 176 femmes, soit un taux de 51,11 % d'hommes, largement supérieur au taux départemental (48,89 %).
Les pyramides des âges de la commune et du département s'établissent comme suit.
| Hommes | Classe d’âge | Femmes |
| ------ | ------------ | ------ |
| 0,5    | 90 ou +      | 1,1    |
| 4,8    | 75-89 ans    | 4,5    |
| 11,3   | 60-74 ans    | 16,9   |
| 26,9   | 45-59 ans    | 24,3   |
| 18,3   | 30-44 ans    | 20,9   |
| 21,5   | 15-29 ans    | 13,6   |
| 16,7   | 0-14 ans     | 18,6   |

| Hommes | Classe d’âge | Femmes |
| ------ | ------------ | ------ |
| 0,5    | 90 ou +      | 1,4    |
| 5,5    | 75-89 ans    | 7,6    |
| 15,6   | 60-74 ans    | 16,3   |
| 20,8   | 45-59 ans    | 20     |
| 19,4   | 30-44 ans    | 19,4   |
| 17,6   | 15-29 ans    | 16,2   |
| 20,6   | 0-14 ans     | 19,1   |

### Manifestations culturelles et festivités
Le comité des fêtes organise au printemps une brocante. La 26e édition a eu lieu le 26 juin 2016.

## Culture locale et patrimoine

### Lieux et monuments
La commune possède deux monuments historiques sur son territoire :
- Église Saint-Lucien : l'église, placée sous l'invocation de saint Lucien, possède un portail et une nef du XIIIe siècle et un chœur reconstruit en 1542. Le clocher, central, carré, est moderne. On voit, dans la partie du mur qui y correspond, une fenêtre en meurtrière. Les contreforts et les gargouilles ont les ornements du style de la Renaissance.

À l'intérieur, la nef est plafonnée et le chœur voûté. Les clefs de voûte sont pendantes et figurent des animaux particuliers. En 1235, Pierre de Litz fonda, dans l'église paroissiale, une chapelle dédiée à Notre-Dame, dont le revenu était de 12 livres. La collation appartenait au chapitre.
On y a mis, depuis la révolution française, un autel de marbre noir tiré du prieuré de Wariville, il porte la date de 1680. En 1862, Emmanuel Woillez y trouvait également un diacre cériféraire[Quoi ?] en bois, un retable représentant sainte Anne, un lutrin représentant le saint Évêque, saint Hubert des bois ainsi qu'une toile marouflée de saint Mathieu. L'église fut inscrite monument historique depuis le 14 octobre 2002.

L'église Saint-Lucien
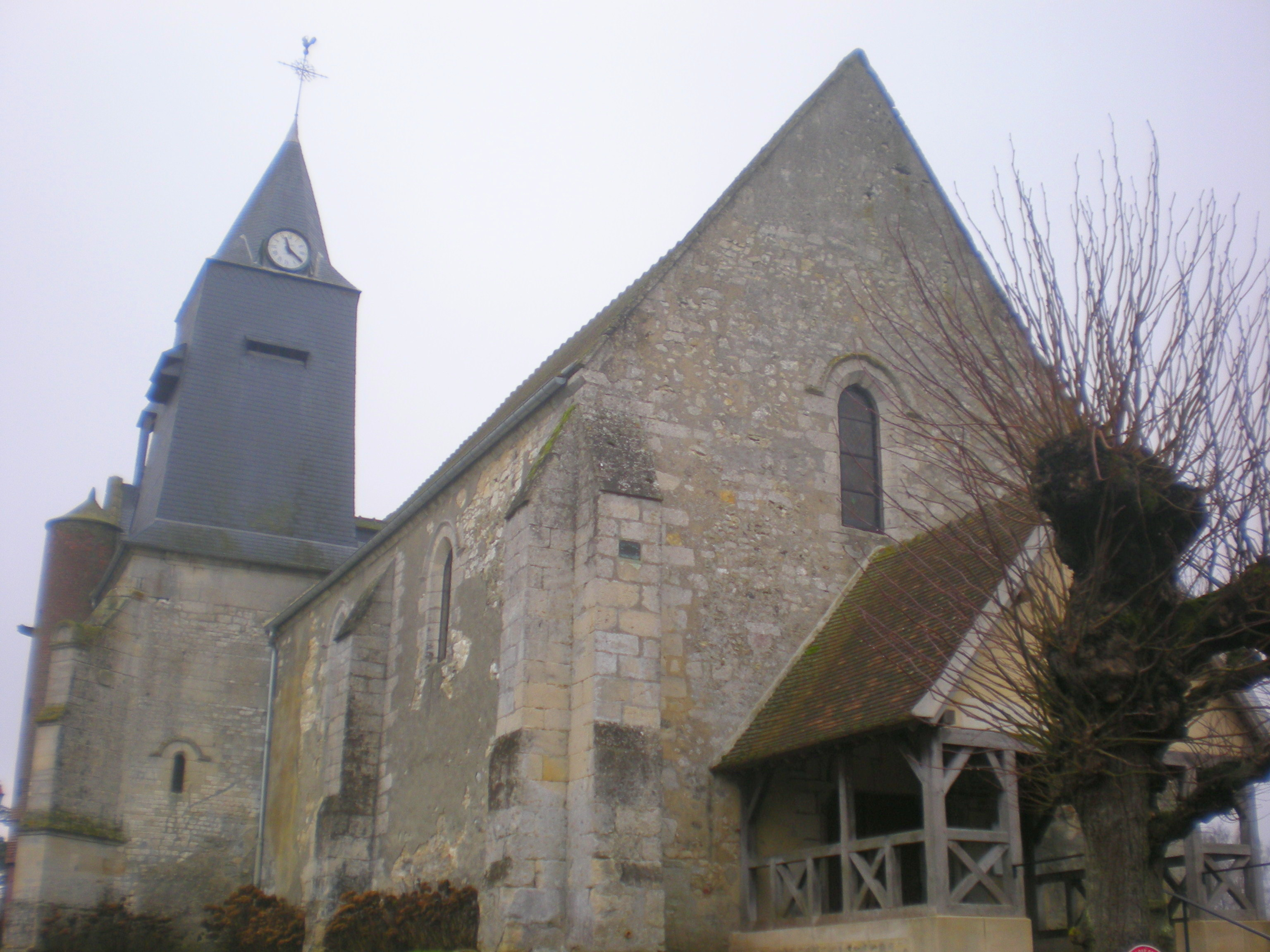
Vue générale de l'église Saint-Lucien.
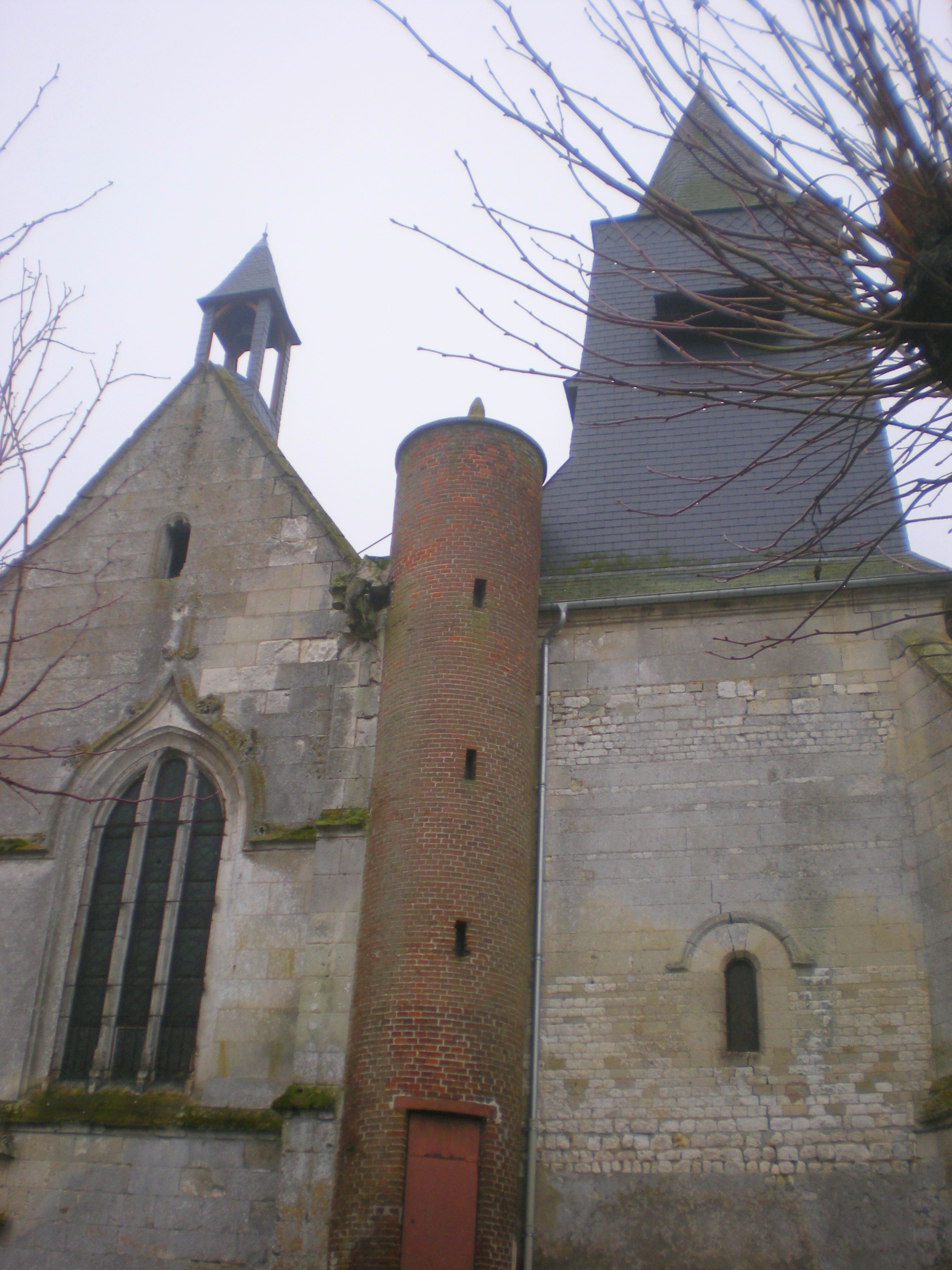
Transept nord et clocher de l'église.
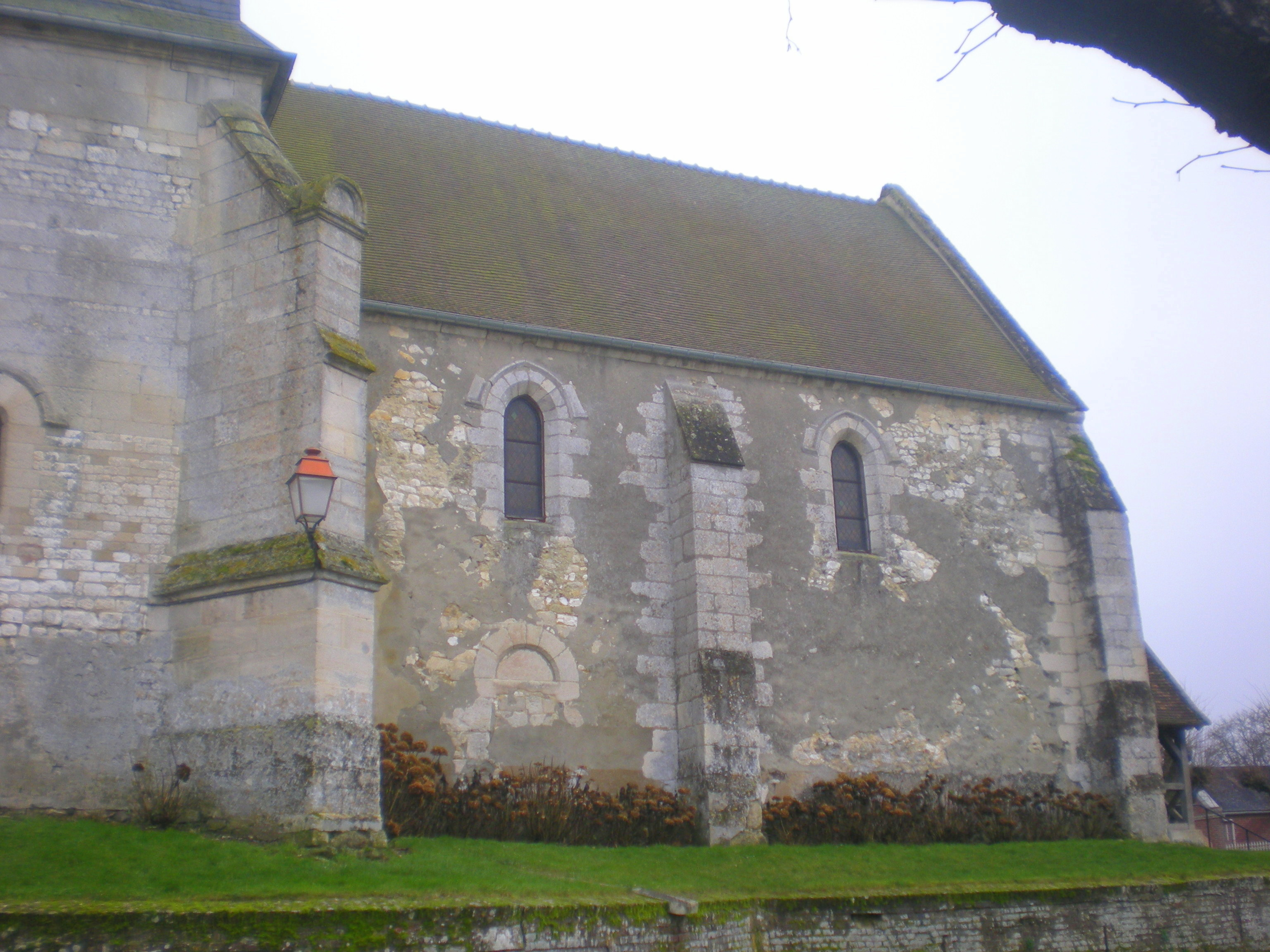
Façade nord de la nef de l'église.
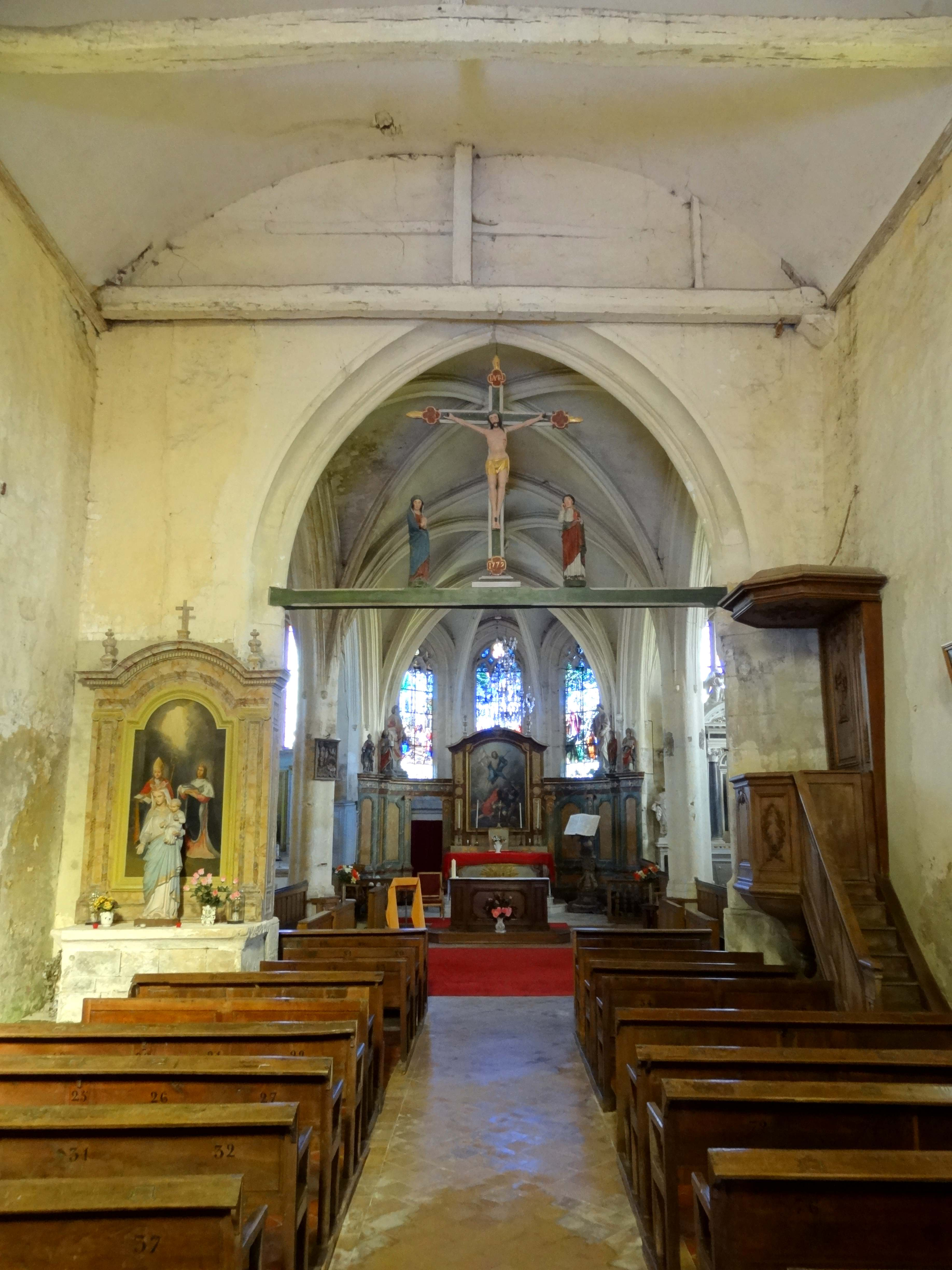
Le nef et la poutre de gloire de 1772.
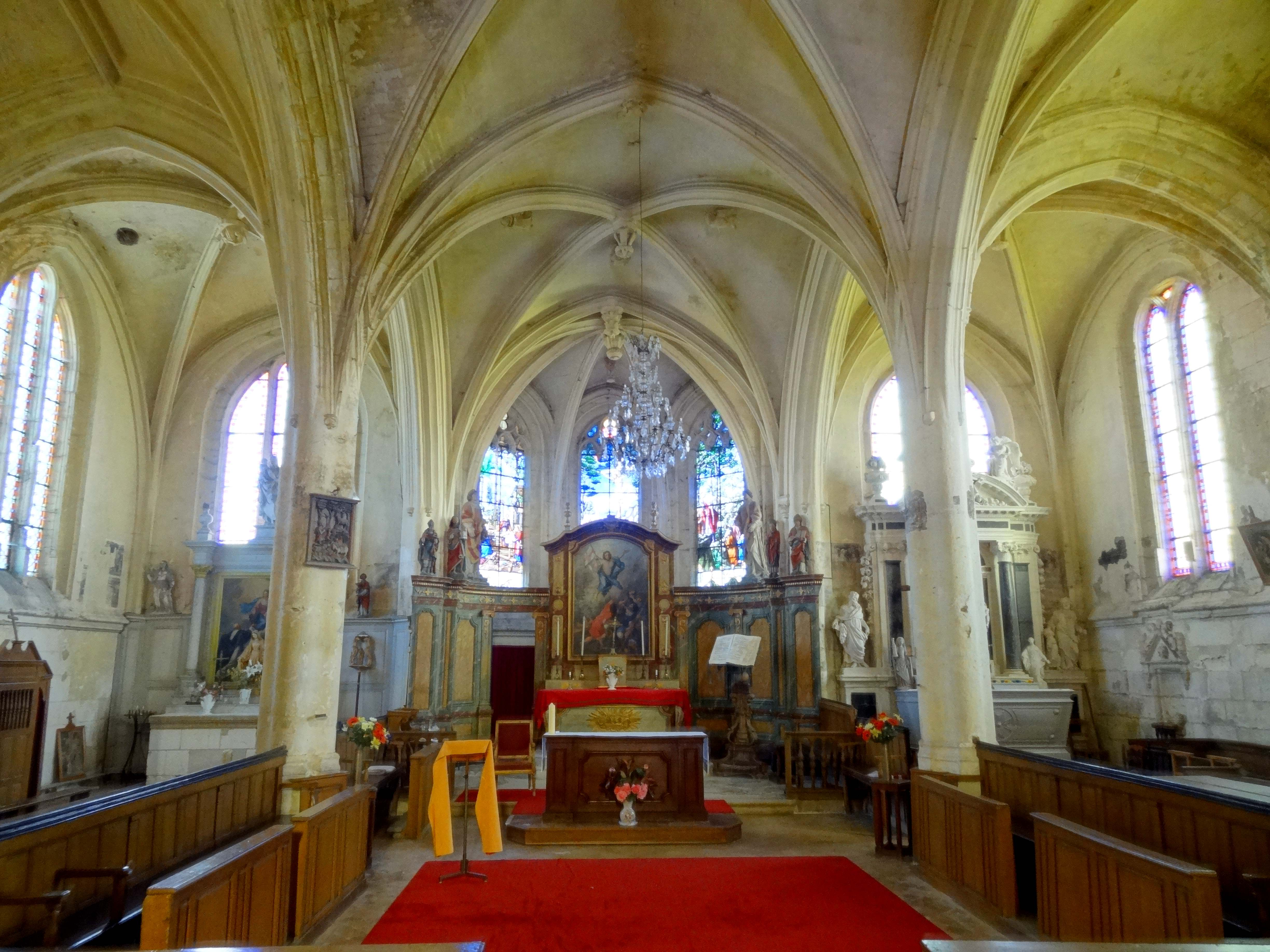
Le chœur.

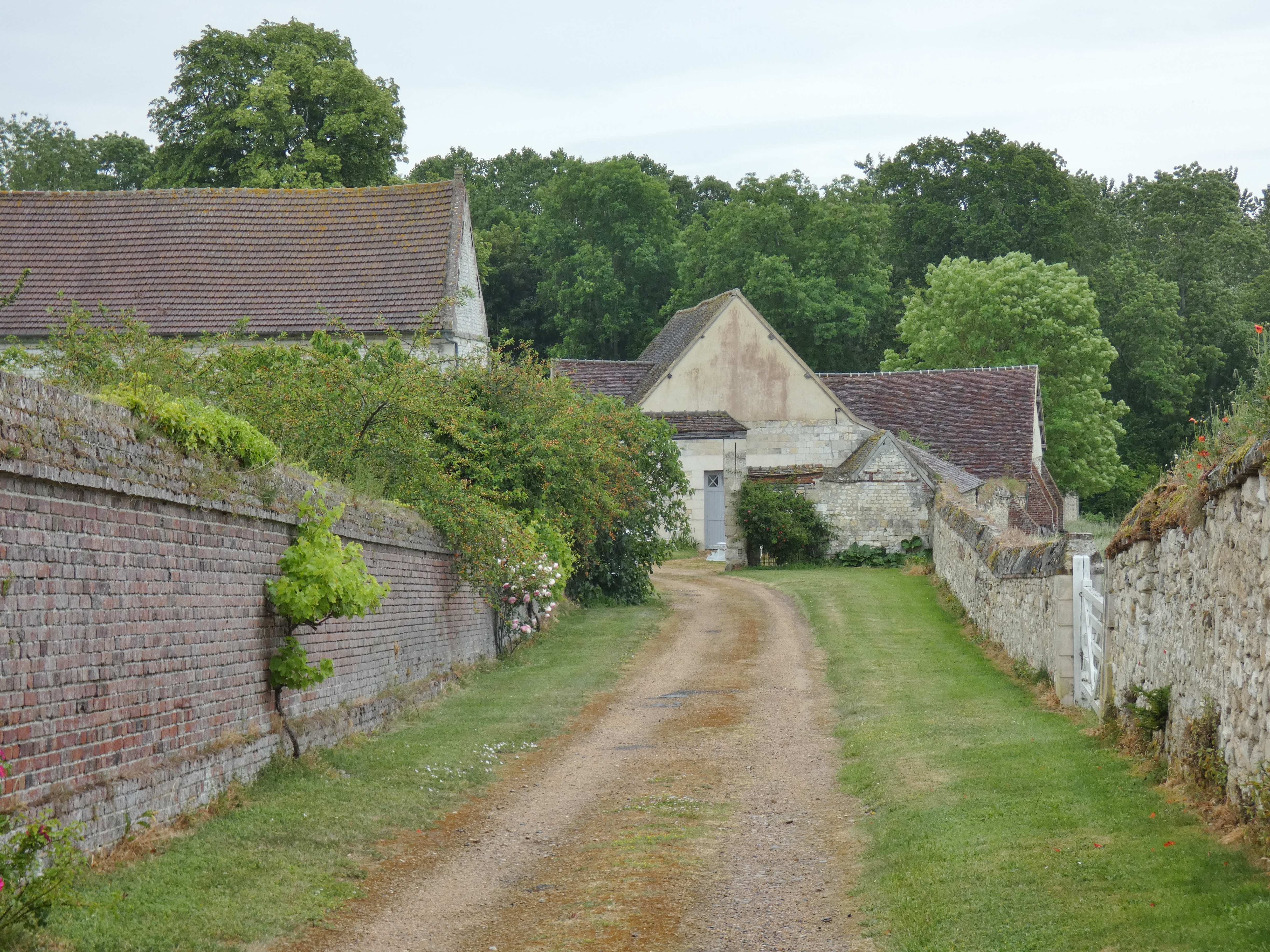
Ancien prieuré de Wariville

- Le prieuré de Wariville : Il existe, jusqu'en 1789, une abbaye ou plutôt un prieuré de religieuses dépendante de l'abbaye de Fontevrault. Ce monastère est fondé en 1134 par Adèle ou Alice de Bulles sous l'invocation de Notre-Dame.

Les églises et les bâtiments claustraux ont été détruits. Il y avait deux couvents et deux églises : celles des religieuses sous l'invocation de Notre-Dame, et celle des religieux dédiée à saint Jean. Ces religieux, de l'ordre de Fontevraud, sont chargés du service divin et de la confession des religieuses. Il n'en reste qu'un seul en 1789, assisté occasionnellement par un moine du couvent des Cordeliers de Notre-Dame-de-la-Garde.
Les constructions susceptibles d'être transformées en bâtiments d'exploitation ont été conservés, et une ferme occupe aujourd'hui ce qui reste du prieuré. L'ensemble comprenant l'hôtellerie, le pigeonnier, le cellier, le site archéologique, le mur de clôture, le jardin, les communs et la ferme fait l'objet d'une inscription au titre des monuments historiques depuis le 25 juillet 2006.
L'Académie des sens y a des locaux.
On peut également noter :
- Calvaire : croix de Malte sur socle
- Moulin à eau de Wariville
- Moulin à eau de Litz
- Le monument aux morts.

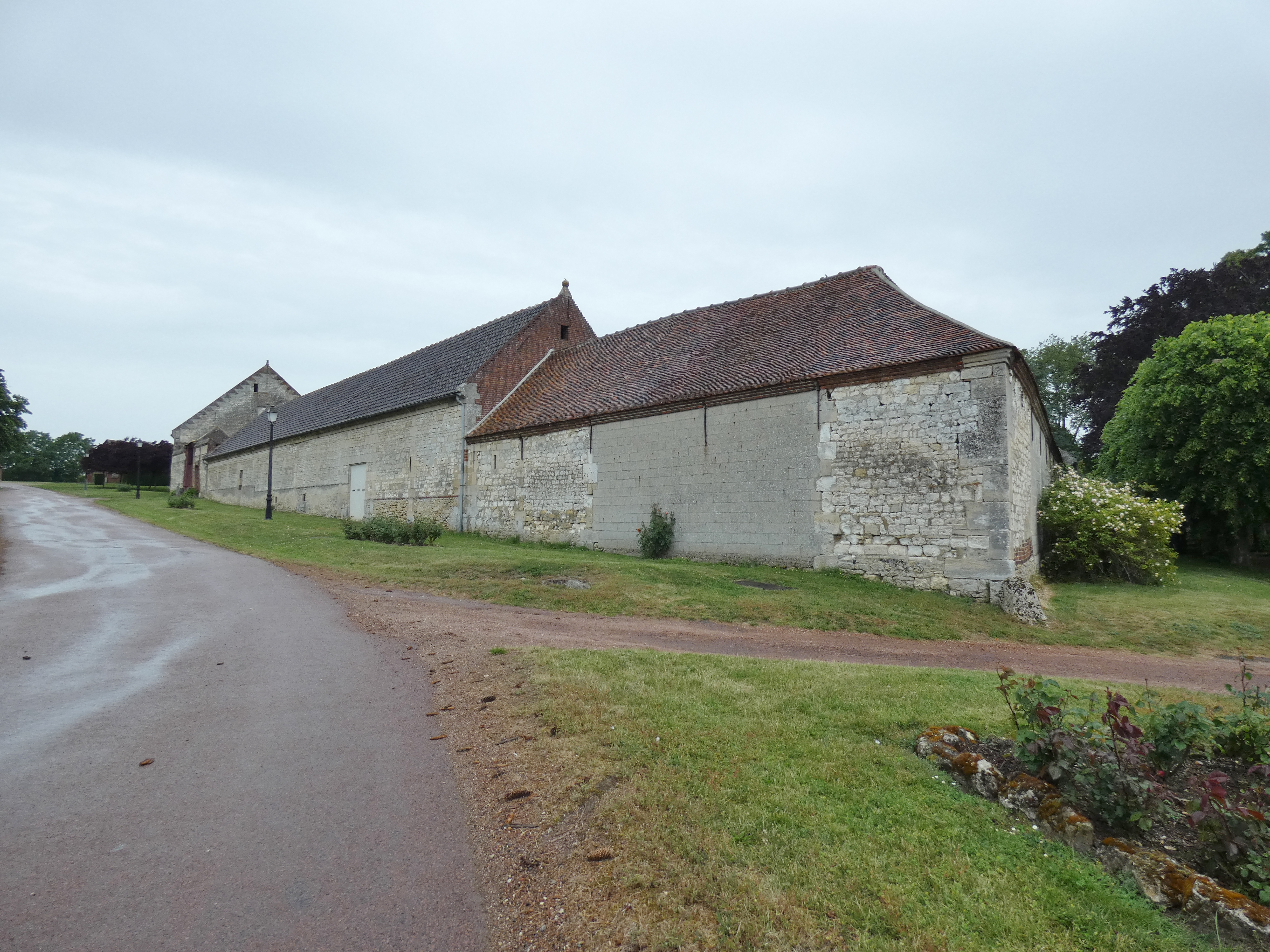
La Ferme de Wariville.
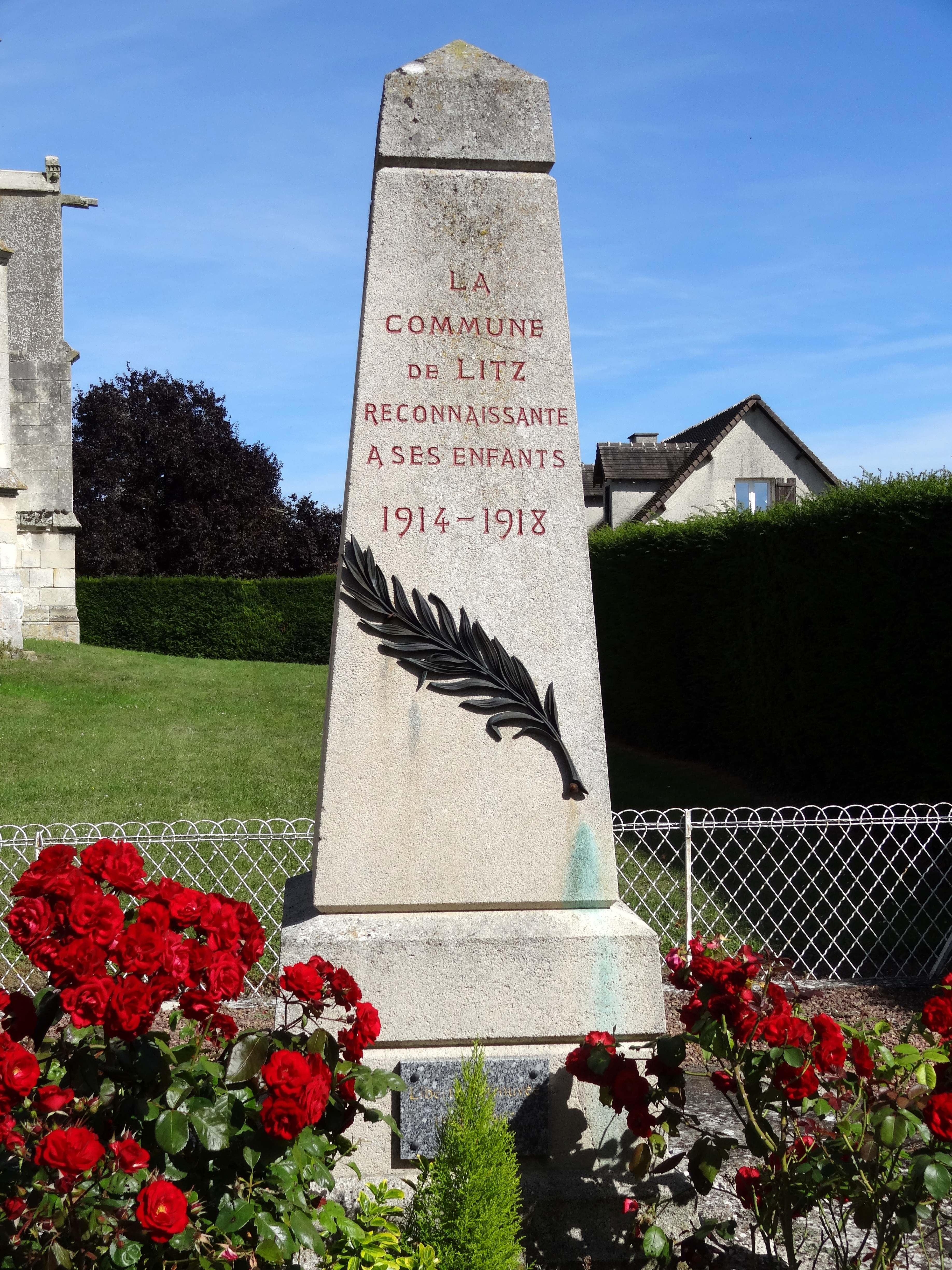
Le monument aux morts.

### Personnalités liées à la commune
- Jean Racine, qui séjourna au prieuré de Wariville.

### Héraldique
| Blason de Litz | Blason  | Parti : au 1er mi-parti de gueules à la croix d'or chargée de trois fleurs de lis de gueules rangées en fasce, cantonnée au chef dextre d'une croix de Malte d'argent chargée d'un besant du même en cœur et en pointe dextre d'une clef d'or, au 2e d'azur à la bande d'argent. |
| Blason de Litz | Détails | Le statut officiel du blason reste à déterminer. |

## Pour approfondir